# Saison 2014 des Nationals de Washington
La saison 2014 des Nationals de Washington est la 10e saison en Ligue majeure de baseball pour cette équipe. Après avoir terminé seconds de la section Est de la Ligue nationale en 2013, les Nationals remportent en 2014 un 2e titre de division en trois ans. Ils laissent les Braves d'Atlanta 17 matchs derrière et affichent la meilleure performance de la Ligue nationale avec 96 victoires et 66 défaites, soit 10 matchs gagnés de plus que l'année précédente. Tout comme lors de leur championnat de division précédent deux ans plus tôt, le parcours des Nationals en éliminatoires se termine dès le premier tour, alors qu'ils sont à nouveau battus en Série de divisions, cette fois par les Giants de San Francisco.

## Contexte
Des blessures et un manque de production offensive, particulièrement en première moitié de saison, plombent les Nationals en 2013. Malgré une bonne fin de campagne, ils terminent seconds dans la division Est de la Ligue nationale, à 10 matchs des Braves d'Atlanta et 4 matchs d'une qualification en séries éliminatoires. Avec une fiche victoires-défaites de 86-76 et 12 gains de moins qu'en 2012, Washington ne peut défendre son titre de champion de division.

## Intersaison

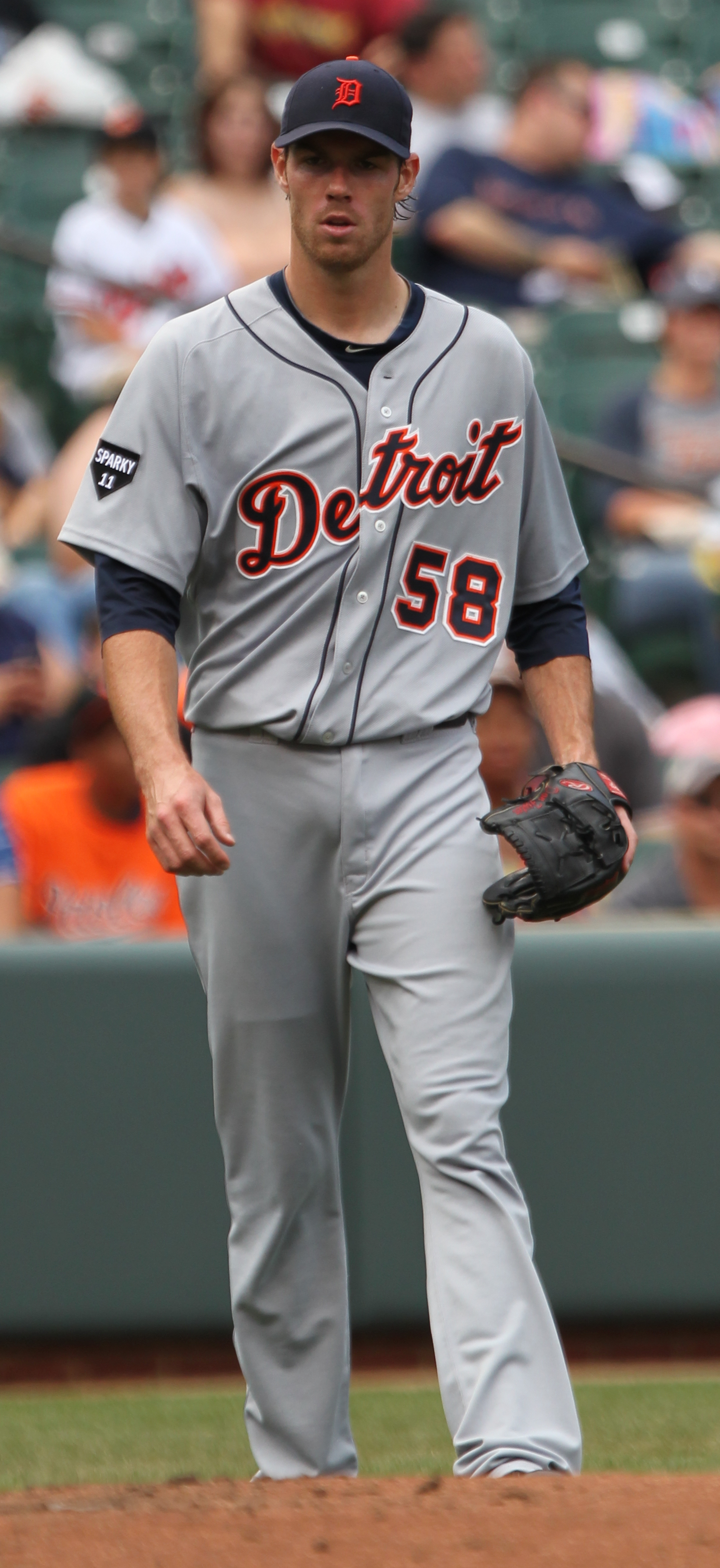
Acquis de Détroit, Doug Fister débute chez les Nationals en 2014.

Davey Johnson avait annoncé qu'il prendrait sa retraite au terme de la saison 2013. Il quitte donc le poste de gérant des Nationals et Matt Williams, qui n'a aucune expérience préalable dans ce rôle, lui succède le 31 octobre 2013.
Hormis ce changement à la direction, les Nationals se préparent à entreprendre 2014 avec un effectif similaire à celui de la saison précédente. Le mouvement de personnel le plus significatif de la saison morte est l'acquisition du lanceur partant Doug Fister. Le droitier est obtenu des Tigers de Détroit le 2 décembre 2013 en retour de deux jeunes lanceurs gauchers, Robbie Ray et Ian Krol, ainsi qu'un joueur d'avant-champ, Steve Lombardozzi. Fister vient prendre dans la rotation de partants des Nationals la place laissée vacante par Dan Haren, devenu agent libre et qu'on laisse partir après une seule saison, décevante, à Washington.
Le 11 décembre, les Nationals obtiennent le releveur gaucher Jerry Blevins des Athletics d'Oakland contre un voltigeur des ligues mineures expert du vol de but, Billy Burns. L'agent libre Nate McLouth, un voltigeur qui a joué 2013 chez les Orioles de Baltimore, s'ajoute à l'effectif des Nats le 12 décembre grâce à un contrat de deux saisons.
Le lanceur droitier Nate Karns est échangé le 13 février 2014 aux Rays de Tampa Bay contre le receveur José Lobatón et deux joueurs des ligues mineures, le lanceur gaucher Felipe Rivero et le voltigeur Drew Vettleson.
Le reste de l'intersaison est surtout marqué par l'ajout de joueurs signés sur des contrats de ligues mineures : le receveur Chris Snyder et plusieurs joueurs de champ intérieur : Emmanuel Burriss, Jamey Carroll et Mike Fontenot. Un autre joueur de champ intérieur, Will Rhymes, obtient un nouveau contrat des ligues mineures après une saison loin des majeures chez le club-école de Syracuse et le lanceur droitier Chris Young, incapable de jouer pour Washington en raison d'une blessure en 2013, obtient une seconde chance avec un nouveau contrat des ligues mineures. Le joueur de troisième but Chad Tracy quitte Washington via le marché des agents libres.

## Calendrier pré-saison
L'entraînement de printemps 2014 des Nationals se déroule du 28 février au 29 mars.

## Saison régulière
La saison régulière de 162 matchs des Nationals débute le 31 mars par une visite aux Mets de New York et se termine le 28 septembre suivant. Le premier match local au Nationals Park de Washington est joué le 4 avril face aux Braves d'Atlanta.

### Classement
| Ligue nationale (Division Est) | V  | D  | %    | Diff. | Diff. (séries) |
| ------------------------------ | -- | -- | ---- | ----- | -------------- |
| Nationals de Washington        | 96 | 66 | ,593 | -     | -              |
| Braves d'Atlanta               | 79 | 83 | ,488 | 17    | 9              |
| Mets de New York               | 79 | 83 | ,488 | 17    | 9              |
| Marlins de Miami               | 77 | 85 | ,475 | 19    | 11             |
| Phillies de Philadelphie       | 73 | 89 | ,451 | 23    | 15             |

### Août
- 4 août : Jayson Werth des Nationals est nommé joueur du mois de juillet dans la Ligue nationale, un honneur reçu une fois auparavant, en juillet 2013[18].

### Septembre
- 16 septembre : Une victoire à Atlanta permet aux Nationals de savourer le titre de la division Est de la Ligue nationale pour la seconde fois en trois saisons[19].
- 28 septembre : Au dernier jour de la saison régulière, Jordan Zimmermann lance à Washington le premier match sans point ni coup sûr de l'histoire des Nationals, dans une victoire de 1-0 sur les Marlins de Miami[20].